# Stade Yves-du-Manoir
Stade Yves-du-Manoir (atual GGL Stadium) é um estádio localizado em Montpellier, França, possui capacidade total para 15.697 pessoas, é a casa do time de rugby Montpellier Hérault Rugby Club, foi inaugurado em 1928 e reformado em 2007.